# Shiselweni
Shiselweni és un districte d'Eswatini situat al sud-oest del país. Té una superfícia de 3,790 km² i una població de 217,000 persones (1997). Està dividit en 14 tinkhundla. El seu centre administratiu és Nhlangano. Limita amb Lubombo al nord-est i amb Manzini al nord-oest.